# Nekonomics
Nekonomics es un concepto popular japonés que se creó aproximadamente en el 2015. Esta palabra es un neologismo de creación similar a “Abenomics”.

## Historia

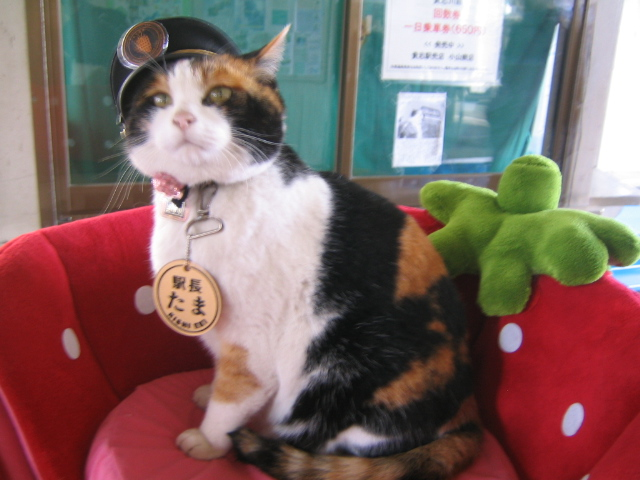
Tama-chan, jefa de estación y directora de operaciones de la Estación de Kishi desde 2007 hasta su muerte en 2015.

El término nekonomics se desarrolló en la década de 2010 a partir del "boom gatuno" en Japón. El punto clave en la creación del término se dio cuando la Estación de Kishi, de la Línea de Kishigawa, pasaba por una decadencia económica, por lo que una de las acciones tomadas por la estación para reactivar su economía, y de la ciudad de Kinokawa, fue adoptar una gata calicó a la cual llamaron Tama-chan, además de también nombrarla simbólicamente como jefa de estación y directora de operaciones. De esta forma[cita requerida] se logró elevar los ingresos de la estación hasta 1.1 millones de yenes en un año.

## Influencia en la economía
Este concepto sustenta que una forma de reactivar la economía de una compañía es mediante el empleo de gatos para promocionar y representar una empresa, marca o producto.